# BB-8
BB-8 hay Beebee-Ate là một nhân vật droid trong vũ trụ Star Wars, lần đầu tiên xuất hiện trong phim Star Wars: Thần lực thức tỉnh (2015). Hình cầu với cái đầu nhỏ có thể tự di chuyển, nhân vật được thể hiện qua múa rối và rô-bốt điều khiển từ xa.